# Ainata
Ainata, también conocido como Ainata-Al Ariz (árabe:عيناتا الأرز) es un pueblo libanés, localizado a 108 km de Beirut, en el Norte del Líbano, entre el Distrito de Bisharri Distrito y el Distrito de Baalbek. Oficialmente, Ainata está considerado parte del Distrito de Baalbek, pero sus habitantes se consideran como parte del Distrito de Bisharri, en su mayoría  porque su nombre "Ainata-Al Ariz" significa "Ainata-Los Cedros", en referencia al Bosque de los cedros de Dios cerca de Bisharri y la mayoría de la población es descendiente de Bisharri.  Ainata alcanza 1620 metros sobre el nivel de mar y a veces es considerado como pueble el libanés más alto (Aunque algunas publicaciones estatales señalan a Beqakafra como el pueblo más alto).

## Etimología
El origen de la palabra Ainata proviene del idioma siríaco y significa "Ojos de agua".
La familia más notable en Ainata es Rahme, básicamente 99% de los habitantes llevan el mismo apellido, existiendo algunas excepciones de familias que llegaron y se asentaron en el pueblo hace algunas décadas como : Taok y Lahoud.
También es concoido su acento áspero y fuerte

## Religión
El cristianismo es la religión única  en Ainata.  La iglesia del pueblo lleva el nombre de los santos Sarkis y Bakhos. Además de tener la iglesia más grande en el distrito de Baalbek, Ainata también tiene varias capillas alrededor del pueblo. La gente practica su religión muy seriamente, es común ver a cientos de personas que viajan a Ainata para participar en las celebraciones de Navidad y Semana Santa.

## Tierras
Debido a inviernos duros, noventa por ciento de la población descienden a la costa durante esa estación. Loa habitantes de Ainata son muy orgullosos de sus raíces, las tierras y las casas familiares son heredadas de generaciones en generaciones. Algunas tierras han sido divididas en una manera que está sabido cuando "3EREF" en Líbano, en la que no hay ningún papel oficial firmado sino  sólo un acuerdo de caballeros. Estos acuerdos son datan probablemente de hace centenares de años, y se transmiten a las generaciones más jóvenes, y son siempre respetados y mantenidos. Las tierras se mantienen principalmente en la familia Rahme, donde generalmente las mujeres renuncian a su derecho de herencia a favor de los hombres, si es posible, para mantener las tierras en la familia ya que las mujeres pueden casarse con alguien de otra familia. Ainata bien conocido por producir manzanas y uvas de la mejor calidad en la región cuándo. Durante la guerra civil, Ainata era conocido por cultivar maleza, pero desde entonces se ha dedicado en su mayoría a las manzanas, uvas, cerezas, entre otros.

## Ubicación
Ainata se encuentra en la parte inferior del Monte Makmel, hacia el lado este, frente al Distrito Baalbek, se encuentra casi a la mitad entre el Distrito de Bisharri y el Distrito de Baalbek, pero oficialmente pertenece al Distrito de Baalbek. Ainata tiene una altitud promedio de 1620 msm y es considerado como el pueblo más alto del Líbano, aunque algunas referencias consideran a Beqakafra el más alto. El pueblo más cercano es Deir el Ahmar, donde los residentes tienen un vínculo especial debido a que comparten en su mayoría los mismos puntos de vista políticos y son también cristianos rodeados en su mayoría de pueblos musulmanes.

## Clima
Ainata cuenta con un clima frío en invierno, con temperaturas promedio de alrededor de 0 °C en enero y febrero, pero en algunos inviernos las temperaturas han descendido tan bajo como -15 °C. la nieve puede alcanzar hasta 3 metros de altura. En verano la temperatura promedio es de 22 °C, pero puede llegar a los 35 °C, sin embargo, la temperatura puede caer después de la puesta del sol tan bajo como 10 °C durante el verano.